# 举贡会考
举贡会考，亦称举贡考职。1904年清朝停科举后，为解决举人、贡生出路，学部奏定每三年保送举、贡若干名送京会考。题目为经义、史论各一篇，与科举相同。举人只录取一等和二等前十名，若为京官，则为主事、 中书、七品小京官（清朝对中央各部、院所设七品官之俗称）等，外放一般是知县。第二等十名以后录用为州判、盐库大臣、府经历、县丞等。贡生第一等一般内用为七品小京官，外放为知县。二等则内用为部司务、外用为县丞等。 1907年4月在保和殿举行第一次举贡会考，录取吴承仕等367人，1910年第二次会考录取陈命宽等320人。